# Saint-Maurice-Thizouaille
Saint-Maurice-Thizouaille és un municipi francès, situat al departament del Yonne i a la regió de Borgonya - Franc Comtat. L'any 2007 tenia 257 habitants.

## Demografia

### Població
El 2007 la població de fet de Saint-Maurice-Thizouaille era de 257 persones. Hi havia 104 famílies, de les quals 38 eren unipersonals (21 homes vivint sols i 17 dones vivint soles), 17 parelles sense fills, 41 parelles amb fills i 8 famílies monoparentals amb fills.
La població ha evolucionat segons el següent gràfic:
Habitants censats

### Habitatges
El 2007 hi havia 133 habitatges, 107 eren l'habitatge principal de la família, 19 eren segones residències i 7 estaven desocupats. 131 eren cases i 2 eren apartaments. Dels 107 habitatges principals, 88 estaven ocupats pels seus propietaris, 16 estaven llogats i ocupats pels llogaters i 3 estaven cedits a títol gratuït; 4 tenien una cambra, 5 en tenien dues, 18 en tenien tres, 23 en tenien quatre i 57 en tenien cinc o més. 81 habitatges disposaven pel capbaix d'una plaça de pàrquing. A 47 habitatges hi havia un automòbil i a 49 n'hi havia dos o més.

### Piràmide de població
La piràmide de població per edats i sexe el 2009 era:
| Homes | Edats   | Dones |
| ----- | ------- | ----- |
| 0     | 95 o +  | 0     |
| 0     | 90 a 94 | 4     |
| 0     | 85 a 89 | 0     |
| 0     | 80 a 84 | 0     |
| 12    | 75 a 79 | 8     |
| 8     | 70 a 74 | 16    |
| 8     | 65 a 69 | 0     |
| 4     | 60 a 64 | 4     |
| 4     | 55 a 59 | 0     |
| 8     | 50 a 54 | 4     |
| 8     | 45 a 49 | 4     |
| 8     | 40 a 44 | 8     |
| 8     | 35 a 39 | 4     |
| 12    | 30 a 34 | 16    |
| 8     | 25 a 29 | 0     |
| 4     | 20 a 24 | 4     |
| 12    | 15 a 19 | 4     |
| 0     | 10 a 14 | 4     |
| 12    | 5 a 9   | 4     |
| 8     | 0 a 4   | 4     |

## Economia
El 2007 la població en edat de treballar era de 152 persones, 119 eren actives i 33 eren inactives. De les 119 persones actives 113 estaven ocupades (60 homes i 53 dones) i 6 estaven aturades (1 home i 5 dones). De les 33 persones inactives 13 estaven jubilades, 12 estaven estudiant i 8 estaven classificades com a «altres inactius».

### Ingressos
El 2009 a Saint-Maurice-Thizouaille hi havia 102 unitats fiscals que integraven 248 persones, la mediana anual d'ingressos fiscals per persona era de 19.218 €.

### Activitats econòmiques
Dels 6 establiments que hi havia el 2007, 1 era d'una empresa de fabricació d'altres productes industrials, 1 d'una empresa de construcció, 2 d'empreses de transport, 1 d'una empresa immobiliària i 1 d'una empresa de serveis.
Dels 2 establiments de servei als particulars que hi havia el 2009, 1 era un establiment de lloguer de cotxes i 1 lampisteria.
L'any 2000 a Saint-Maurice-Thizouaille hi havia 3 explotacions agrícoles.

## Equipaments sanitaris i escolars
El 2009 hi havia una escola elemental integrada dins d'un grup escolar amb les comunes properes formant una escola dispersa.

## Poblacions més properes
El següent diagrama mostra les poblacions més properes.